# Скло

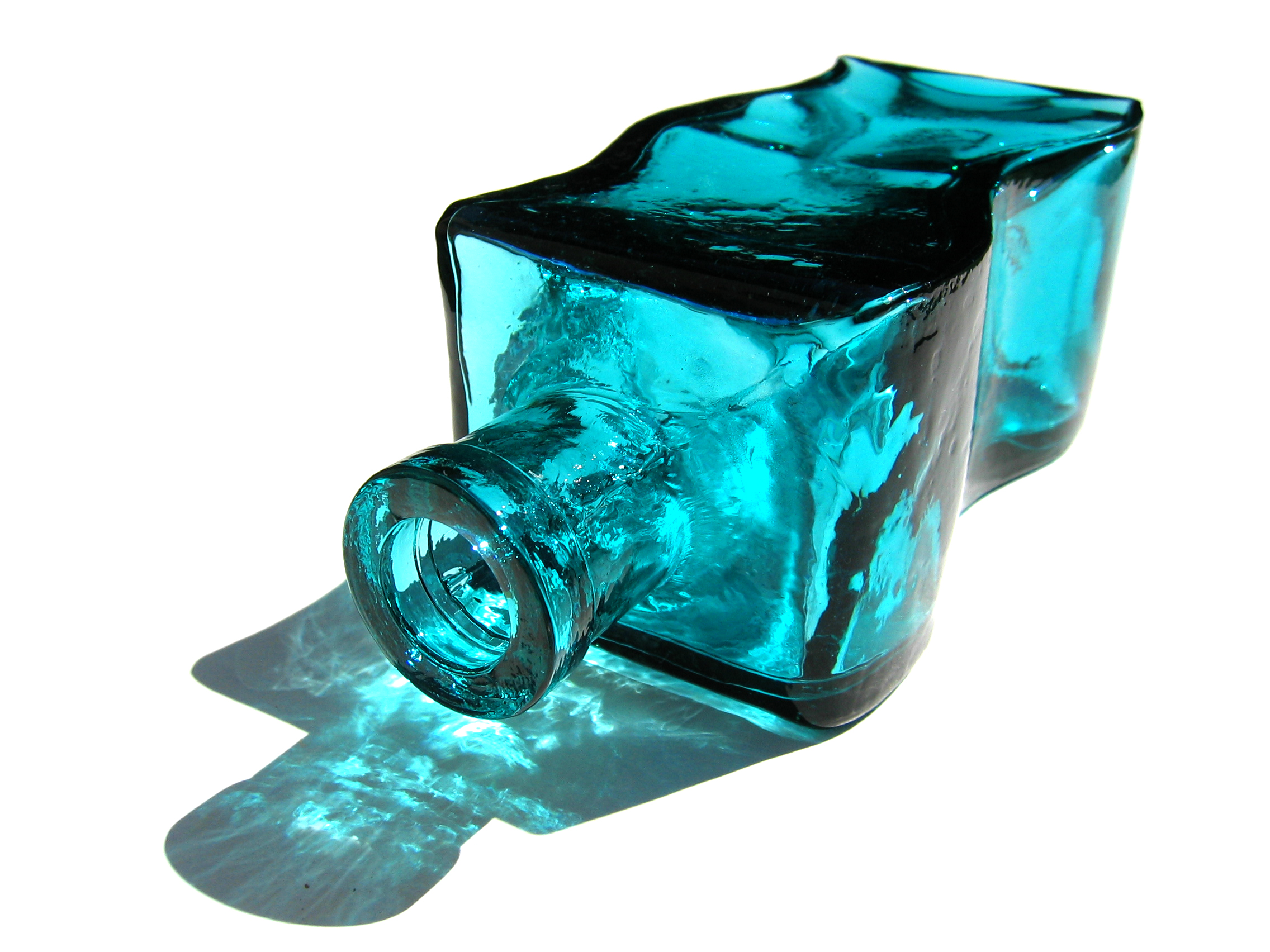
Скляна пляшка

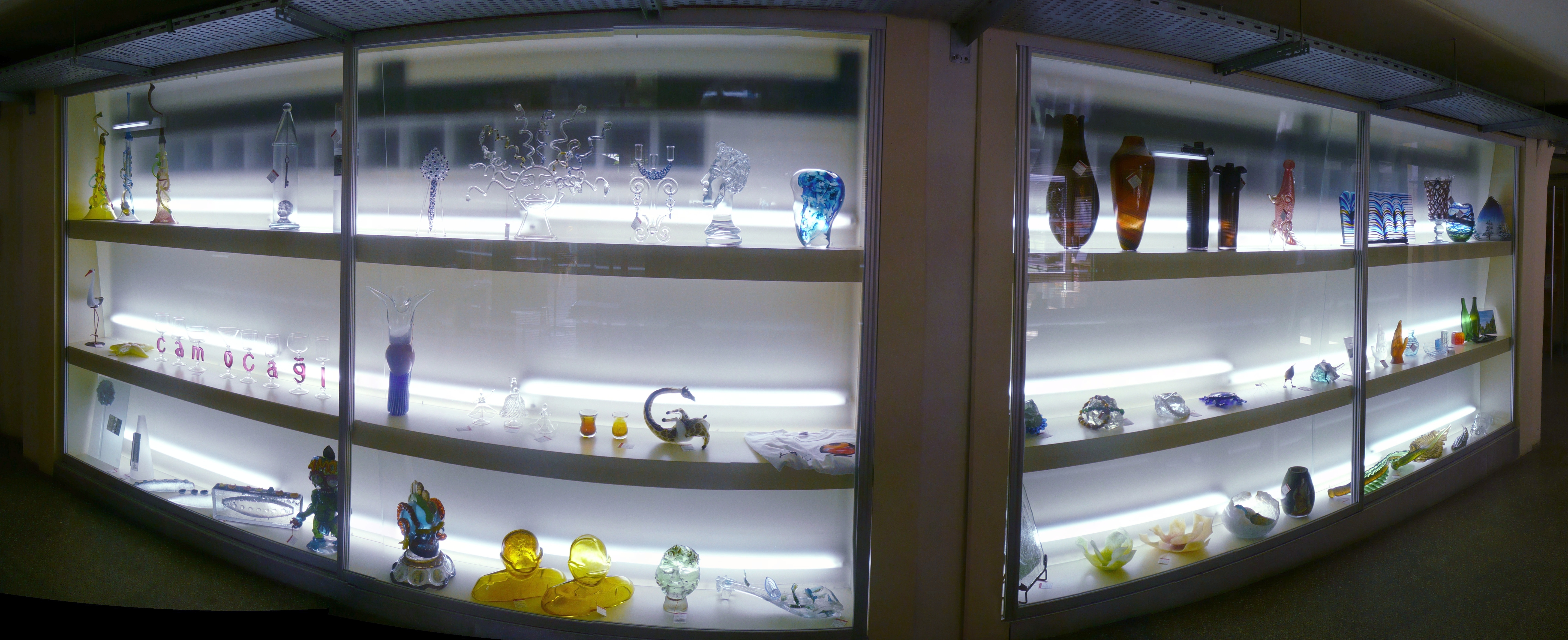
Вироби зі скла

Скло (неоргані́чне скло) — тверда аморфна речовина, прозора, в тій чи іншій частині оптичного діапазону (в залежності від складу), отримана під час застигання розплаву, що має склотвірні компоненти.
Склотвірний компонент — речовина (оксид, сульфід, селенід, телурид чи фторид елементу), яка в процесі застигання розплавленої маси утворює скло.
Під склом розуміють сплави різних силікатів з надлишком діоксиду кремнію. Розплавлене скло не відразу твердне при охолодженні, а поступово збільшує свою в'язкість, аж поки не перетвориться в однорідну тверду речовину. Скло при твердінні не кристалізується, тому воно не має різко вираженої точки плавлення. На відміну від кристалічних матеріалів скло, при нагріванні у відповідному температурному інтервалі розм'якшується поступово, переходячи з твердого крихкого стану у тягучий високов'язкий і далі — у текучий стан — скломасу.

## Етимологія
Українське скло походить від прасл. *stьklo, що є давнім запозиченням з германських мов — від гот. stikls («келих»).

## Історія

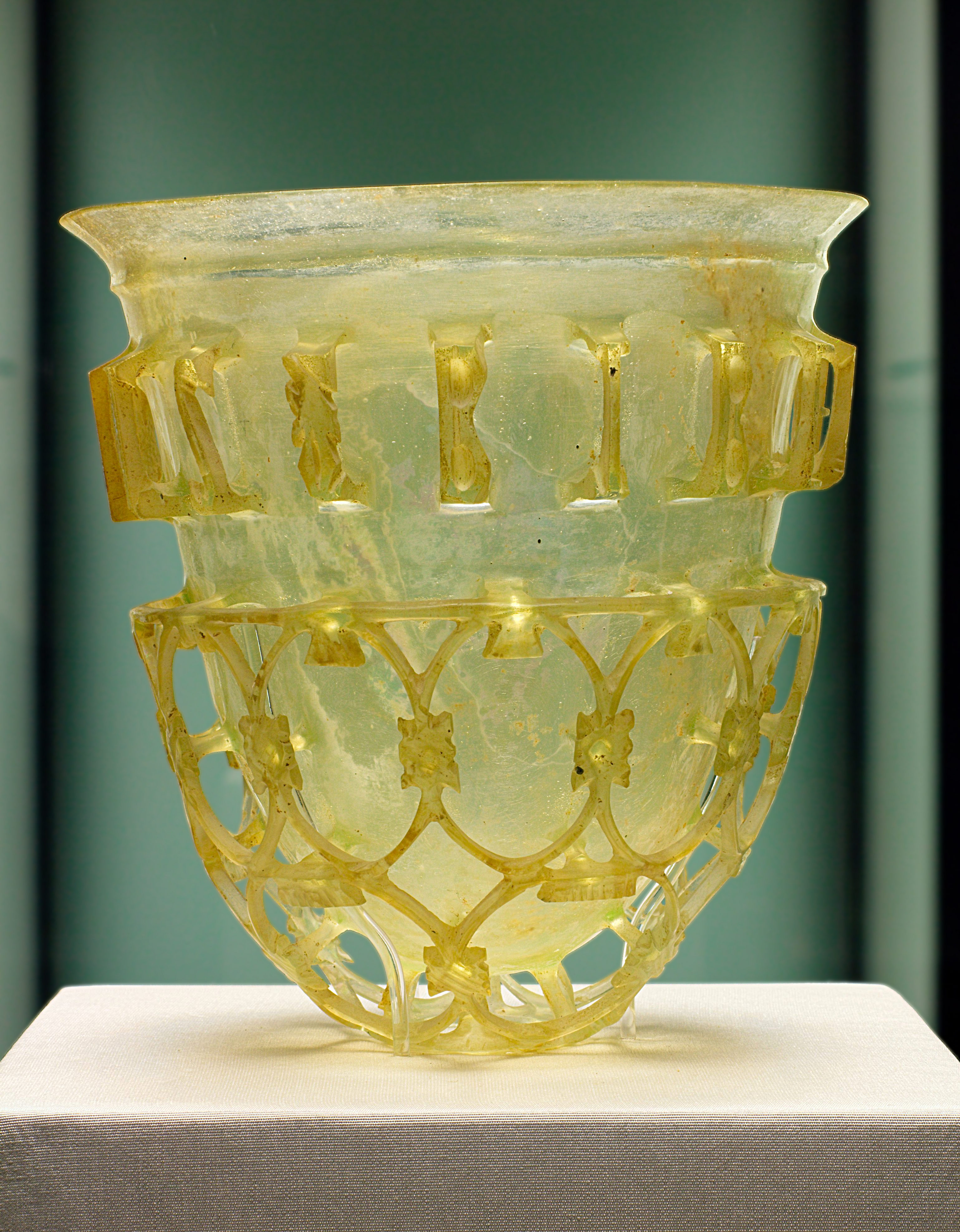
Діатрета. Друга половина IV століття. Скло. Державне античне зібрання. Мюнхен

За загально складеною історичною думкою технології виготовлення скла вперше почали використовувати близько 2500–3000 рр. до н. е. у Межиріччі та Єгипті, оскільки глазуровані склом фаянсові прикраси, вік яких нараховує п'ять тисяч років, знаходили саме там. Археологія Межиріччя, особливо періоду Стародавніх Шумеру та Аккаду, схиляє дослідників до того, що менш старовинним зразком виробництва скла слід вважати пам'ятку, знайдену в Межиріччі в районі Ашнунаку — циліндричну печатку з прозорого скла, що датується періодом династій Аккадської держави, тобто вік її — близько чотирьох з половиною тисяч років. Намистина зеленуватого кольору діаметром близько 9 мм, що зберігається у Єгипетському музеї у Берліні, вважається одним з найдавніших зразків скла. Знайдена вона була єгиптологом Фліндерсом Пітрі біля Фів, за деякими допущеннями їй п'ять з половиною тисяч років. Вчений Н. Качалов стверджує, що на території Старовавілонського царства археологи постійно знаходять посудинки для пахощів місцевого походження, виконані у тій же техніці, що і єгипетські. Учений стверджує — є всі підстави вважати, «що в Єгипті й у країнах Передньої Азії джерела склоробства… відділяються від наших днів проміжком приблизно у шість тисяч років».
Близько 1500 років до н. е. у Єгипті почали виготовляти перші предмети домашнього вжитку. Це переважно були чаші, кухонне начиння та пляшки. Центрами виробництва скляних виробів були столиці Єгипту, спочатку Фіви, а потім Александрія. З Єгипту склоробство проникло на територію сучасної Італії (I ст. до н. е.). Рим у I ст. н. е. стає значним центром виробництва скла. Тут засновано декілька скляних майстерень і залучено значну кількість єгипетських склоробів. Масштаби виробництва були настільки великі, що римських склоробів у 220 р. було обкладено податком, а їхні майстерні зведені на одну з головних вулиць Риму. З Риму склоробство поширюється в римські провінції (Британія, Галлія та ін), а також у III—IV ст. на північне узбережжя Чорного моря і в Київську Русь.
Першим великим технологічним проривом у скляному виробництві можна вважати технологію видування скла, винайдену в I ст. до н. е. у фінікійському Сідоні. Ця технологія полягала у захопленні розплавленого скла на кінці трубки, у яку людина повинна була дути для надання форми скляному виробу. Основне призначення цих виробів стосувалось домашнього побутового використання (пляшки, вази). Технологія набула значного поширення у всій Римській імперії.
Після падіння Риму скляне виробництво збереглося лише на Близькому Сході, переважно мусульманському. Західні європейці познайомилися з ним лише під час Хрестових походів. З IX ст. виробником скла стає Венеція, найсильніша морська держава Середземного моря. Падіння Східної Римської імперії (1204 р.) і переселення константинопольських склоробів до Венеції дало сильний поштовх виробництву венеціанського скла починаючи з XI століття й аж до XVI—XVII ст. Завдяки надзвичайній якості своєї продукції Венеція стає на той час європейською столицею з виготовлення художнього скла. Саме виробництво з 1291 р. було зосереджене на острові Мурано для зменшення ризику ворожого нападу та захисту виробничих секретів. Вже тоді скловари Венеції використовували склобій.
До XIV століття виробництво скла з'явилось у Нормандії та Лотарингії. У цей час в Нормандії виникла технологія виготовлення плаского скла для вікон. Вона полягала у видуванні скляної кулі, яку за допомогою надрізу розгортали у диск. Наступне досягнення у розвитку технологій скла у Франції зроблено Кольбертом. Саме він заснував у 1665 році «Королівську мануфактуру скла». Перший завод було відкрито у містечку Сен-Гобен у департаменті Ена, що на півночі Франції.
У XVIII ст. виробництво скла поступово перейшло від індивідуального до промислового масштабу. Уже тоді окремі фабрики виробляли понад мільйон пляшок на рік. У числі найважливіших винаходів того часу слід назвати регенеративну скловарну піч Сіменса (1870). На відміну від горшкових печей ванні печі здатні переробляти великі кількості скломаси. Це створило передумови механізації виробництва скла.
Приблизно у 1880 році у Клода Бушера, склодува з міста Коньяк виникла ідея використовувати стиснуте повітря для надання склу кінцевої форми, що відразу привело до зростання продуктивності праці на 150 %. Промислова революція суттєво вплинула на процес виготовлення скла:
- печі розігрівались за допомогою вугілля замість дерева;
- розпочалось застосування повністю автоматичних ліній;
- формування здійснювалось стиснутим повітрям та з використанням металевих форм.

Наступним етапом розвитку у виробництві листового скла був метод машинної витяжки скла, розроблений Емілем Фурко у 1902 році. При цьому способі скло витягується зі скловарної печі через прокатні вальці у вигляді безперервної стрічки назовні, надходячи в шахту охолодження, у верхній частині якої воно ріжеться на окремі листи. Машинний спосіб виробництва скла був удосконалений надалі в першій половині двадцятого століття. З найсучасніших способів варто відзначити так званий метод Ліббея-Оуенса та Пітсбурзький метод.
Останнім етапом у розвитку технологій виробництва листового скла було патентування у 1959 році англійською компанією «Пілкінгтон» (англ. Pilkington) флоат-методу. При цьому процесі, який можна прирівняти до відкриття, скло надходить із плавильної печі в горизонтальній площині у вигляді пласкої стрічки через ванну з розплавленим оловом на подальше охолодження й відпал.

## Походження та застосування
У природі скло зустрічається у складі вулканічних порід, які швидко охололи з рідкої магми при взаємодії з холодним повітрям чи водою. Іноді скло зустрічається у складі метеоритів, розплавлених при проходженні атмосфери.
Коли встановили ідентичність будови, складу і властивостей звичайного силікатного скла низці мінералів, останні стали кваліфікуватись як різновиди його природні аналоги, отримуючи назви відповідно до умов формування: вулканічне скло (пемза, обсидіани, пехштейн та ін.), скло метеоритного походження — тектит (молдавіти, лівіти та ін.).
Скло, яке використовують у промислових масштабах — матеріал штучного походження, якому властиві такі основні характеристики, як прозорість, твердість, хімічна стійкість, термостійкість. Крім того, скло має властивості, які обумовлюються його прозорістю, електричними та термомеханічними параметрами. Завдяки цьому скло широко використовують майже у всіх галузях техніки, медицині, у наукових дослідженнях та у побуті.

### Застосування
Зі скла виробляють волокно, вату, тканини тощо. Ці матеріали відзначаються, значною механічною міцністю, негорючістю, кислотостійкістю і високими тепло- і електроізоляційними властивостями. Вони мають широке застосування в різних галузях техніки і будівельній справі.
У зв'язку з його згаданими електрофізичними властивостями, скло застосовують для виготовлення низько- та високовольтних ізоляторів, балонів і ніжок освітлювальних та електронних ламп, газорозрядних приладів, тонко- та товстостінних газонепроникних і вакуумщільних оболонок, різних електровакуумних приладів, рентгенівських трубок, компонентів електричних ланцюгів, що мають специфічні електрофізичні властивості.

### Виробництво
При виробництві скла використовують:
- головні або склотвірні матеріали, до яких належать кварцовий пісок, сода, вапняк, доломіт, поташ, бура, каолін, пегматит, свинцевий сурик тощо;
- допоміжні матеріали, до яких належать сульфат натрію, селітра, триоксид миш'яку і сурми (для просвітлення скла), фториди, перекис марганцю, селен та інші речовини (для знебарвлювання скла), оксиди хрому, міді, кобальту, заліза (барвники).

За видом основних склотвірних матеріалів розрізняють такі класи скла: елементарні, оксидні, галогенідні, халькогенідні, металеві, сульфатні, нітратні, карбонатні та ін.
- скло елементарне — здатні утворювати лише невелике число елементів: сірка, селен, миш'як, фосфор, вуглець. Склоподібні сірку і селен вдається отримати при швидкому переохолодженні розплаву; миш'як — методом сублімації у вакуумі; фосфор — при нагріванні до 250 °C під тиском понад 100 МПа; вуглець — в результаті тривалого піролізу органічних смол. Промислове застосування знаходить скловуглець, що має унікальні властивості, котрі перевершують властивості кристалічних модифікацій вуглецю: він здатний залишатися в твердому стані аж до 3700 °C, має низьку густину (близько 1500 кг/м³), має високу механічну міцність, електропровідність та хімічну стійкість.
- скло оксидне (наприклад, скло силікатне та його різновиди), являють собою великий клас сполук. Найлегше утворюють скло оксиди SiO2, SeO2, B2O3, P2O5, As2O3. Велика група оксидів — TeO2, TiO2, SeO2 WO3 MoO3, Bi2O3, Al2O3, Ga2O3, V2O5 — утворює скло при сплавленні з іншими оксидами або сумішами оксидів. Наприклад, легко утворюється скло в системах СаО—Al2O3, СаО—Al2O3—В2O3, Р2O5—V2O2, MemOn—P2O5—V2O5, де MemOn — різні модифікуючі оксиди.
- скло галогенідне (фторберилатне), яке отримують на основі склотвірного BeF2 компонента. Багатокомпонентні склади фторберилатних видів скла містять також фториди алюмінію, кальцію, магнію, стронцію, барію. Фторберилатние скло знаходить практичне застосування завдяки високій стійкості до дії жорстких випромінювань, включаючи рентгенівські промені, і до таких агресивних середовищ, як фтор і фтористий водень;
- скло халькогенідне, яке отримують в безкисневих системах типу As—X, Ge—As—X, Ge—Sb—X, Ge—P—X (де X: S, Se, Te) та ін. Халькогенідне скло має високу прозорість в інфрачервоній області спектру, має електронну провідність, проявляє внутрішній фотоефект.

Види скла, отримані на основі нітратних, сульфатних і карбонатних сполук представляють науковий інтерес, але практичного застосування поки не знайшли.
Кожен із склотвірних оксидів може утворювати скло в комбінації з проміжними або модифікувальними оксидами. Скло отримує назву за видом склотвірного оксиду: силікатне, боратне, фосфатне, германатне і т. д. Практичне значення мають види скла простих і складних складів, що належать до силікатної, боратної, боросилікатної, фосфатної, германатної, алюмінатної, молібдатної, вольфраматної та інших систем.
Виробництво скла полягає у підготовці (просіюванні, сушінні, змішуванні) сировинних матеріалів, плавленні їх у скловарних печах з одержанням скломаси, формуванні з неї (пресуванням, вальцюванням, видуванням та іншими способами) скляних виробів, відпалі їх (при нагріванні до температури 450–600 °C і поступовому охолодженні), щоб запобігти розтріскуванню, а також у механічній, хімічній, термічній або термохімічній обробці. Скло буває прозорим і непрозорим, забарвленим і безбарвним.

### Загальна технологія виготовлення скла
За минулі тисячоліття методи виготовлення скла майже не змінилися, найраніші зразки практично нічим не відрізняються від сучасного, усім відомого скла для виготовлення пляшок (винятком є тільки сучасне скло із заданими властивостями). У природному стані воно існує як мінерал обсидіан — вулканічне скло. Величезна кількість модифікацій скла дає змогу найрізноманітнішого утилітарного використання, зумовленого його складом і хіміко-фізичними властивостями.
Звичайне віконне скло і скляний посуд являють собою сплав оксиду натрію, оксиду кальцію і діоксиду силіцію. Його приблизний склад можна виразити формулою: Na2O·CaO·6SiO2. Вихідними матеріалами для виготовлення скла слугує білий кварцовий пісок SiO2, сода Na2CO3 і вапняк або крейда CaCO3. Суміш цих речовин у відповідних співвідношеннях сплавляють у спеціальних печах. Спочатку при 700–800°С внаслідок взаємодії карбонатів натрію і кальцію з діоксидом силіцію утворюються силікати натрію і кальцію:
Na2CO3 + SiO2 → Na2SiO3 + CO2↑
CaCO3 + SiO2 → CaSiO3 + CO2↑
При 1200—1300 °C силікати натрію і кальцію з надлишком діоксиду силіцію утворюють сплав:
Na2SiO3 + CaSiO3 + 4SiO2 → Na2O·CaO·6SiO2
Скляну масу в розплавленому стані витримують до повного видалення газів. Разом з тим проводять знебарвлення скла додаванням незначних кількостей діоксиду марганцю MnO2. Звичайне скло буває забарвлене в зелений колір домішками оксидів заліза, які потрапляють разом з піском. Діоксид марганцю надає склу рожевого забарвлення, а зелений і рожевий кольори в сукупності дають білий колір. Після цього скляну масу охолоджують до певного ступеня в'язкості і виготовляють різні вироби.

## Види скла
В залежності від практичного використання скляних виробів змінюється хімічний склад скла, форма, розміри, та спосіб їхнього виготовлення.
Сучасна скляна промисловість виготовляє найрізноманітніші вироби — промислове та побутове листове скло, скляні труби і ізолятори, медичне та парфумерне скло, тарне та сортове скло, піноскло, скловолокно, ситали та інше.

### Тарне скло
Тарне скло займає досить велику частку від загального об'єму продукції, що виготовляють скляні заводи. Це відбувається тому, що тарне скло використовують для фасування, зберігання та транспортування різноманітних рідких пастоподібних та твердих продуктів.
Перевагами скляної тари, що обумовлюють широке її використання у різноманітних галузях промисловості та в побуті є: гігієнічність, прозорість, можливість виготовлення тари різноманітних розмірів та форми, можливість герметичного закривання та багаторазового використання, доступна ціна.

### Кришталь
Кришталь — художнє скло, що називають так за схожість із гірським кришталем — один із найдорожчих і найгарніших різновидів. Із нього виготовляють різноманітний посуд, вази, люстри, що можуть посперечатися своєю красою із найвитонченішими витворами мистецтва.

### Оптичне скло
Оптичне скло використовують для виготовлення лінз, призм, кювет і багато чого іншого.

### Хіміко-лабораторне
Хіміко-лабораторне скло має високу хімічну й температурну стійкість, що дає змогу використовувати його під час наукових, часом небезпечних дослідів.

### Медичне скло
Медичне скло використовують для зберігання й упаковки лікарських препаратів, ін'єкційних і бактеріологічних розчинів, а також предметів догляду за хворими.

### Скляний посуд
Скляний жаростійкий посуд (борне скло) визнаний одним із найкращих для приготування страв. У ньому можна готувати супи, каші, запіканки, тушкувати овочі, м'ясо, заварювати чай, каву звичайно ж, дотримуючись певних правил користування.

## Характеристики скла

Аморфна структура скла SiO_{2}.

### Склоподібний стан
Речовини в твердому стані при звичайних температурі і тиску можуть мати кристалічну або аморфну будову. У природі найпоширенішими є кристалічні тверді речовини, для структури яких характерний геометрично строгий порядок розташування частинок (атомів, іонів) в тривимірному просторі. Кристалічний стан є стабільним при звичайних умовах і характеризується найменшою внутрішньою енергією. Тверді кристалічні речовини мають чіткі геометричні форми, певні температури плавлення, у більшості випадків проявляють анізотропію властивостей.
Склоподібний стан речовини є аморфним різновидом твердого стану. Склоподібний стан є метастабільним, тобто характеризується надлишком внутрішньої енергії. Просторове розташування частинок речовини, що перебуває в склоподібному стані, є неврегульованим, що підтверджується результатами рентгеноструктурних досліджень.
Скло може бути отримане шляхом охолодження розплавів без кристалізації шляхом переохолодження розплавів зі швидкістю, достатньою для запобігання кристалізації. Неорганічні розплави, що здатні утворити склофази, переходять до склоподібного стану при температурах нижчих за температуру склування Tg (при температурах вищих за Tg аморфні речовини перебувають у розплавленому стані).
Скло може бути отримане також шляхом аморфізації кристалічних речовин, наприклад бомбардуванням пучком іонів, або при осадженні парів на охолоджувані підкладки.

### Фізико-механічні властивості скла
- Густина скла залежить від його хімічного складу. Вважається, що мінімальну густину має кварцове скло — 2203 кг/м³. Найменшу густину має боросилікатне скло, і, навпаки, густина скла, що містять оксиди свинцю, вісмуту, танталу сягає 7500 кг/м³. Збільшення густини при введення модифікаторів викликано заповненням порожнин просторового метало-силікатного каркаса, внаслідок чого збільшується величина маси одиниці об'єму. Густина звичайних натрій-кальцій-силікатних видів скла, в тому числі віконних, коливається в межах 2500–2600 кг/м³. При підвищенні температури з кімнатної до 1300 °C густина більшості видів скла зменшується на 6–12 %, тобто в середньому на кожні 100 °C густина зменшується на 15 кг/м³. Табличні значення густини скла знаходяться у діапазоні від 2400 до 2800 кг/м³. Значення густини загартованих і відпалених зразків скла розрізняються на 0,08–0,09 кг/м³ одиниць другого знака після коми. В загартованому склі зафіксовано структуру розплаву, котра має більший об'єм у порівнянні із структурою відпаленого скла.
- Пружність скла також залежить від його хімічного складу і модуль Юнга для силікатного скла може змінюватися від 48 ГПа до 83 ГПа, модуль зсуву — 22–32 ГПа, коефіцієнт Пуассона — 0,17–0,3. Наприклад, у кварцового прозорого скла модуль Юнга становить 71,4 ГПа. Залежність модулів пружності від хімічного складу скла є неоднозначною. При збільшенні у складі скла вмісту оксидів лужних металів модулі пружності зменшуються, тому що міцність зв'язків MeO значно менша від міцності зв'язку SiO. Уведення у склад до 12 % CaO чи B2O3, а також оксидів лужноземельних елементів Al2O3 та PbO сприяє зростанню модуля Юнга. Модуль пружності скла після гартування зростає на 8–10 %.
- Міцність. Вироби зі скла здатні витримувати набагато вищі напруження на стиск, ніж на розтяг. Для звичайного скла границя міцності на стиск становить у залежності від складу від 500 до 2500 МПа (у віконного скла близько 1000 МПа), на згин — 0,03–0,12 МПа. Шляхом загартовування скла вдається підвищити його міцність у 3–4 рази. Також значно підвищує міцність скла обробка його поверхні хімічними реагентами з метою видалення дефектів поверхні (найдрібніших тріщин, подряпин і т. д.).
- Твердість скла, як і багато інших властивостей, залежать від виду та вмісту домішок. За шкалою Мооса твердість скла становить 6–7 од., що знаходиться між твердістю апатиту і кварцу. Найтвердішими є кварцове скло, малолужне боросилікатне скло із вмістом Al2O3 до 10–12 % та алюмосилікатне скло з високим вмістом Al2O3. Зі збільшенням вмісту лужних оксидів твердість скла зменшується. Найм'якішим буде свинцеве скло.
- Крихкість. В діапазоні відносно низьких температур (нижче температури плавлення) скло руйнується від механічного впливу без помітної пластичної деформації і, тому належить до ідеально крихких матеріалів (поряд з алмазом та кварцом). Дана властивість може бути охарактеризована питомою ударною в'язкістю. Як і у попередніх випадках, зміна хімічного складу дозволяє регулювати і цю властивість: наприклад, введення брому підвищує міцність на удар майже удвічі. Силікатні види скла мають ударну в'язкість в межах 1,5–2,0 кН/м, чим у 100 разів поступаються залізу.
- Теплопровідність скла досить незначна і становить 0,0017–0,032 кал/(см·с·град) або від 0,711 до 13,39 Вт /(м·К). У віконного скла ця цифра дорівнює 0,0023 кал/(см·с·град) чи 0,96 Вт /(м·К).

### Електрофізичні властивості
Залежно від складу і від температури навколишнього середовища скло може бути ізолятором (діелектриком), напівпровідником і провідником струму.

#### Електропровідність
Велика група оксидних видів скла (силікатні, боратні, фосфатні та ін.) належить до класу ізоляторів, що зумовлено високими значеннями ширини забороненої зони. При кімнатній температурі питома об'ємна електропровідність силікатного скла лежить в межах 10−7–10−15 Ом−1 м−1.
Встановлено, що носіями струму в оксидних видах скла є катіони лужних або лужноземельних металів. Низька електропровідність оксидного скла обумовлена малою рухливістю катіонів. Підвищення температури супроводжується зниженням в'язкості, збільшенням рухливості носіїв струму, внаслідок чого електропровідність зростає на декілька порядків.
Кварцове скло є майже ідеальним ізолятором серед силікатних видів скла. Його електропровідність при кімнатній температурі становить 10−18 Ом−1·м−1, а при 800 °C 10−4 Ом−1·м−1.
В результаті адсорбції вологи, а також продуктів хімічної взаємодії поверхні з вологою повітря на поверхні виробів створюється електропровідний шар. У багатьох випадках цей процес є небажаним, оскільки негативно позначається на ізоляційних властивостях скла. Підвищення вмісту в склі оксидів лужних металів прискорює реакцію гідролізу поверхневого шару скла. Введення у склад скла оксидів BaO, MgO, ZnO, PbO до 10–15 % замість SiO2 або спеціальна обробка поверхні парою кремнійорганічних сполук сприяє зниженню поверхневої провідності.

#### Діелектричні властивості скла
Силікатні види скла при температурах нижчих за температуру склування (Tg) належить до класу діелектриків.
Діелектрична проникність скла залежить від його складу, змінюючись для силікатного скла від 3,8 (для кварцового) до 16,2 (для скла з високим вмістом оксидів важких металів) і мало залежить від температури аж до 400–500 °С.
З підвищенням частоти поля діелектрична проникність зменшується. Найінтенсивніше цей ефект спостерігається в області низьких частот від 0 до 103 Гц, в той час як в інтервалі 103–1010 Гц це зменшення (при нормальній температурі) не перевищує 10 %.
З підвищенням температури діелектричні втрати інтенсивно збільшуються і, як наслідок, діелектрик розігрівається.

#### Електрична міцність
Електрична міцність скла при тепловому пробої зменшується зі збільшенням товщини зразка внаслідок погіршення відводу тепла від внутрішніх шарів виробу.
У змінному електричному полі розігрівання діелектрика здійснюється інтенсивніше (додаються діелектричні втрати), внаслідок чого електрична міцність скла в змінному полі нижча, ніж у постійному. Тепловий механізм пробою характерний як для діелектриків, що мають при звичайних умовах досить високе значення електропровідності. Електрична міцність скла при тепловому пробої становить 104–105 кВ·м−1.

### Гігієнічні характеристики
Скло не виділяє шкідливих речовин, не має запаху, забезпечує тривале зберігання продуктів, добре миється та дезинфікується, легко утилізується, має добрі декоративні можливості. Крім того скляна промисловість забезпечена найбагатшими сировинними ресурсами.
Природні властивості скла та його аморфність наділяють цей матеріал крихкістю, але в той же самий час відсутність кристалічної ґратки надає унікальну можливість використати скло в медицині.
Скло надзвичайно стійке до різноманітних реагентів (за винятком плавикової кислоти), а також до дій атмосферних явищ. Дуже високі санітарно-гігієнічні властивості скла дають можливість використовувати його не тільки для приготування їжі, але й для довготермінового зберігання продуктів — соління, маринади, компоти, варення, джеми, прянощі тощо. Закорковані у скляних пляшках вина зберігаються багато років, навіть століття, не втрачаючи своїх властивостей. Парфуми ж виготовляють виключно у скляному посуді, бо скло нейтральне хімічно, що дає можливість зберегти повний букет ароматів, закладений виробником, а нам — скористатися вишуканим парфумом без будь-яких сторонніх домішок. До речі, знайдені археологами пахощі в скляних пляшечках також зберегли свої властивості, не зважаючи на тисячоліття проведені здебільшого під землею. Скляний посуд використовують багаторазово, адже він добре миється, його можна мити як рідкими, так і абразивними мийними засобами, обробляти парою, кип'ятити (дотримуючись обережності) для повного винищення бактерій і будь-яких небажаних запахів.

## Цікаво
- З середніх віків існує термін «скляна піна» (лат. vitri recrementum), який Ґеорґіус Аґрікола в своєму покажчику перекладає німецькою як Glasgallen. Скляна піна утворюється при плавці скла і містить переважно сульфат натрію і сульфат кальцію.[10]
- Скло у Африці з'явилося принаймні за 100 років до контактів з європейцями. Про це свідчить унікальний склад скляних намистинок знайдених у великій кількості в Нігерії в області Ігбо Олокун, місце, що на південному заході Нігерії.[11].